# Alena Marx

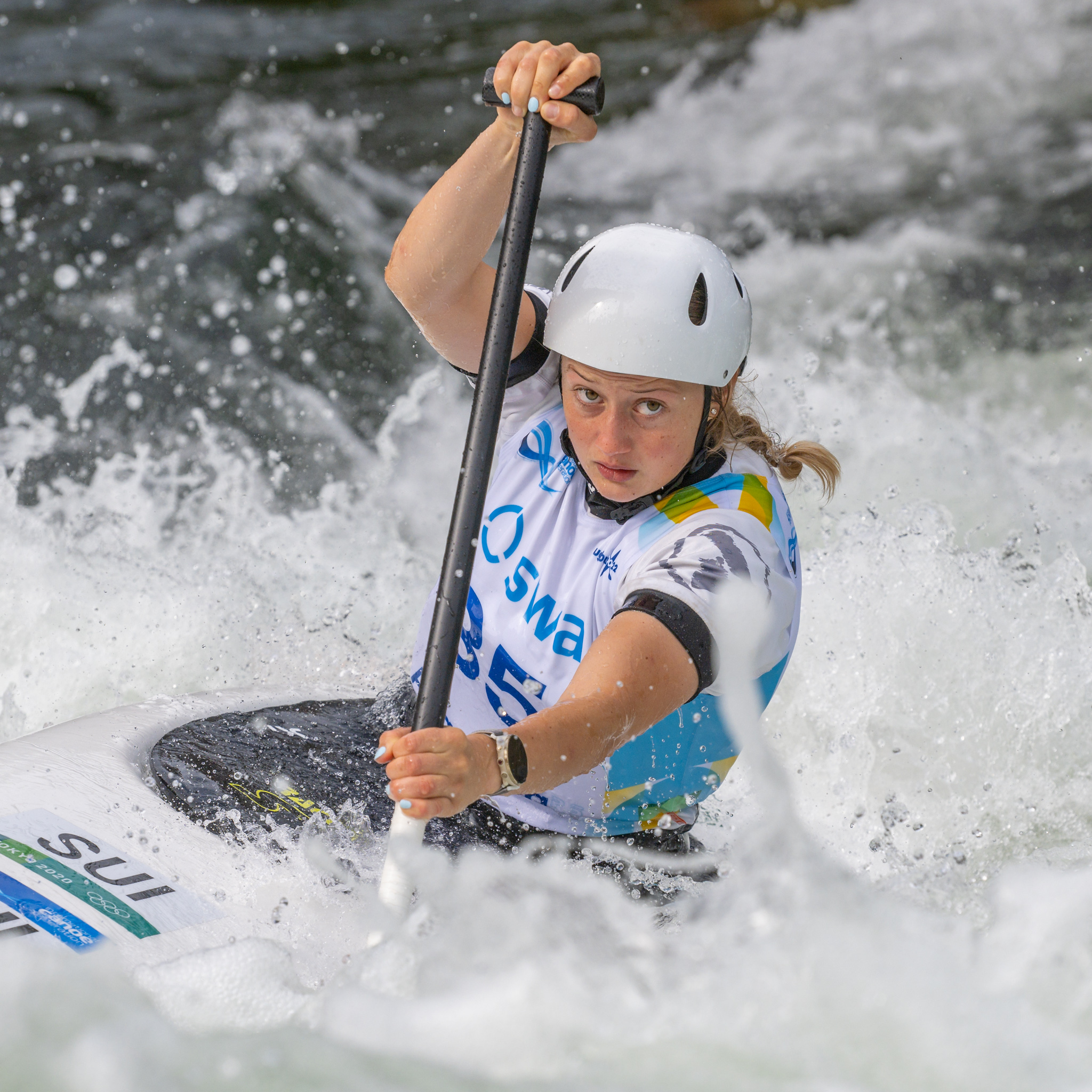
Alena Marx, 2022

Alena Marx (* 21. Dezember 2000 in Bern) ist eine Schweizer Kanutin. Sie nahm an den 2021 ausgetragenen Olympischen Spielen 2020 in Tokio teil.

## Werdegang
Alena Marx ist Mitglied im Kanu Klub Bern und nimmt seit 2016 regelmässig an verschiedenen internationalen Wettkämpfen teil. Sie bestreitet ihre Wettkämpfe im Einer-Kanadier (C1) und Einer-Kajak (K1) und fährt in der Nationalmannschaft Slalom im B-Kader für den Swiss Canoe, den Schweizerischen Kanu-Verband (SKV). 2021 erhielt sie vom internationalen Kanuverband die Möglichkeit nach Tokio zu den Olympischen Spielen zu reisen, nachdem eine andere Athletin ihre Anmeldung zurückzog. Von der Schweizer Sporthilfe erhielt Marx einen Förderbeitrag im Wert von 12'000 Schweizer Franken. Über ihren Bruder Dimitri fand Marx ursprünglich zum Kajak fahren.

## Erfolge (Auswahl)
- 2018: 1. Platz, Schweizer Kanuslalommeisterschaft in Worblaufen (CH) in der Disziplin Kanadier (C1)[10][11]
- 2019: 2. Platz,  ICF Canoe Slalom Ranking Race in Meran (ITA), Kategorie C1[12]
- 2020: Halbfinaleinzug, Olympische Spiele in Tokio, Japan[13]
- 2024: Doppelgold (EM-Einzelzeitfahren, K.o Ausscheidung Kajakcross) in Slowenien